# اشچینیتک، گمینا چودل
اشچینیتک، گمینا چودل (به لاتین: Trzciniec, Gmina Chodel) یک منطقهٔ مسکونی در لهستان است که در Gmina Chodel واقع شده‌است.

## خصوصیات
اشچینیتک ۲۱۶ متر بالاتر از سطح دریا واقع شده‌است.